# Метод усереднення Соколова-Гусейнова
Метод усереднення Соколова-Гусейнова (рос. метод усреднения Соколова-Гусейнова; англ. averaging (smoothing) method (Sokolov-Huseinov); нім. Mittelungsmethode f (Sokolov-Guseinov-Methode f)) — метод розв'язування задач неусталеної фільтрації пружної рідини, за яким похідна по часу в диференціальному рівнянні пружного режиму фільтрації основному усереднюється по всій збуреній області і замінюється функцією часу.